# Saint-Génard
Saint-Génard foi uma comuna francesa na região administrativa da Nova Aquitânia, no departamento de Deux-Sèvres. Estendia-se por uma área de 11,07 km². Em 2010 a comuna tinha 782 habitantes (densidade: 70,6 hab./km²).
Em 1 de janeiro de 2019, passou a formar parte da nova comuna de Marcillé.